# Muñopedro (kommunhuvudort)
Muñopedro är en kommunhuvudort i Spanien.   Den ligger i provinsen Provincia de Segovia och regionen Kastilien och Leon, i den centrala delen av landet, 80 km nordväst om huvudstaden Madrid. Muñopedro ligger 1 022 meter över havet och antalet invånare är 381.
Terrängen runt Muñopedro är platt. Runt Muñopedro är det mycket glesbefolkat, med 7 invånare per kvadratkilometer. Närmaste större samhälle är Villacastín, 13,0 km söder om Muñopedro. Trakten runt Muñopedro består till största delen av jordbruksmark.